# Marco Aurelio Consio Quarto
Marco Aurelio Consio Quarto (in latino  Marcus Aurelius Consius Quartus; fl. primo quarto del IV secolo) è stato un politico romano, corrector (governatore) della provincia dell'Apulia et Calabria in un periodo imprecisato tra il 317 e il 324. Marco Aurelio Consio Quarto iunior era probabilmente suo figlio.